# Torture Porn
Torture Porn (deutsch: „Folter-Porno“), seltener auch Torture Horror, ist ein Anfang der 2000er Jahre entstandenes Subgenre des Horrorfilms. Merkmal des Torture-Porn-Films ist, dass Folter, explizite Gewaltdarstellungen, Erniedrigungen und Verstümmelungen nicht wie auch bei anderen Filmen am Rande der Handlung vorkommen, sondern diese weitgehend bestimmen. Dabei dienen diese innerhalb der Handlung keinem höheren Zweck, wie zum Beispiel der Bestrafung oder der Erzwingung von Geständnissen, sondern sind praktisch Selbstzweck. Die Zeitschrift Variety nannte das Genre „eine der unerwartetsten Erfolgsgeschichten des Jahrzehnts“ („one of the decade's most unexpected success stories“).

## Begriff

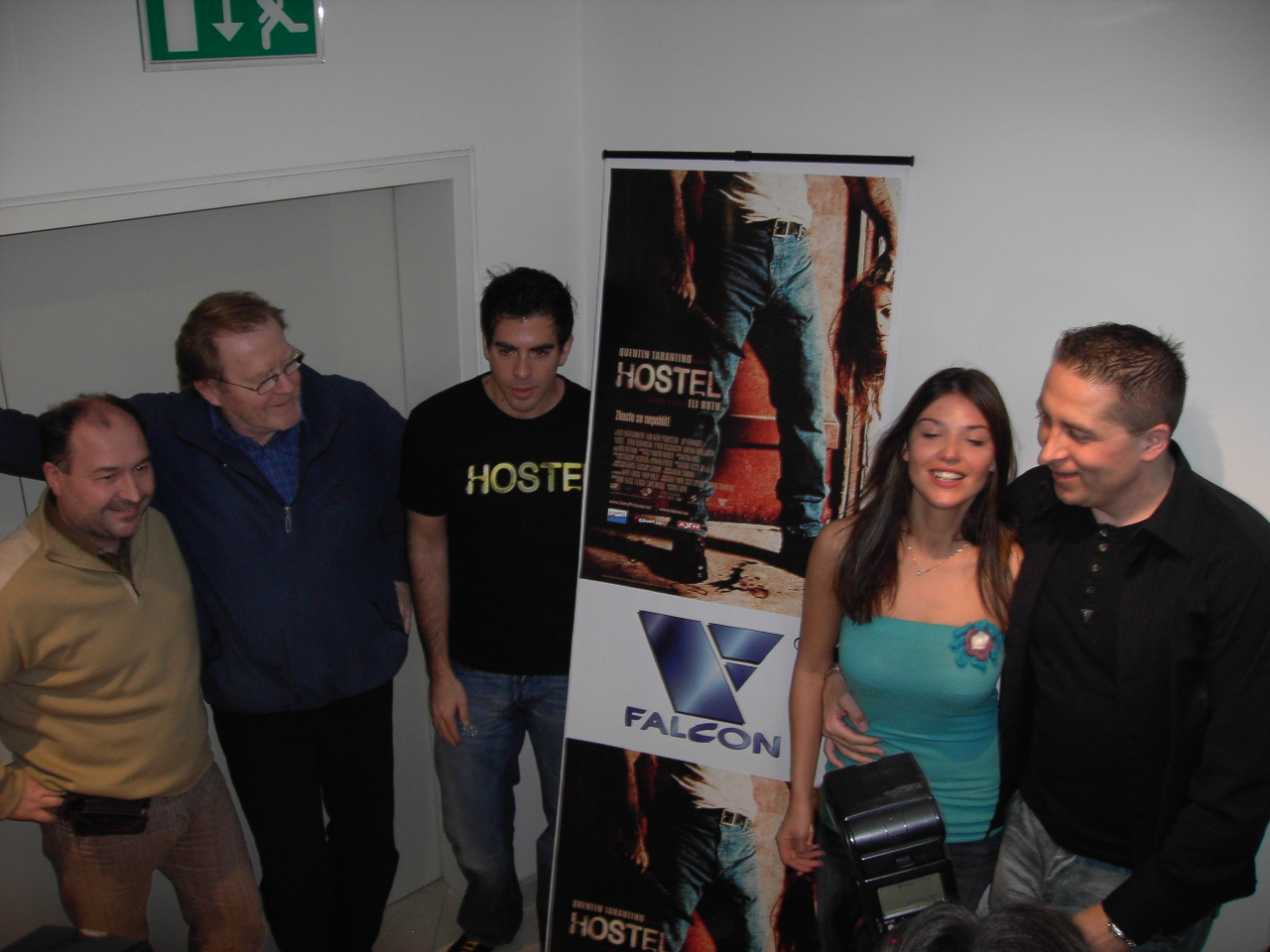
Regisseur Eli Roth (Mitte) und der Cast von Hostel bei der Premiere in Prag (2006)

Die Ursprünge des Torture-Porn gehen bis in die 1970er und 1980er Jahre zurück. Damals waren sie als Subgenre des Grindhouse kommerziell wenig erfolgreiche und billige Produktionen, wie beispielsweise Die Rache der Kannibalen (1981, Regie: Umberto Lenzi). Rückblickend können diese Filme jedoch auch als Torture Porn angesprochen werden.
Der Begriff „Torture Porn“ selbst wurde 2006 von dem US-amerikanischen Filmkritiker David Edelstein geprägt. Er trug zudem als Erster die spezifischen Merkmale des Subgenres zusammen. Edelstein stellte fest, dass eine ganze Reihe von Filmen der jüngeren Vergangenheit wie The Devil’s Rejects (2005, Regie: Rob Zombie), Saw (2004, Regie: James Wan), Wolf Creek (2005, Regie: Greg McLean), Hostel (2005, Regie: Eli Roth) und sogar Die Passion Christi (2004, Regie: Mel Gibson) einen hohen Grad von Sadismus enthalten hätten und diesen in einer brutalen Szenerie explizit zur Schau gestellt hätten. Diese Filme hätten im Gegensatz zu ihren Vorgängern jedoch ein wesentlich größeres Budget und hätten damit schließlich den Mainstream erreicht. Ein weiterer Unterschied zu früheren Horrorfilmen wie Scream (1996, Regie: Wes Craven) bestünde darin, dass hier nicht Teenies von maskierten Mördern für vermeintliche Verfehlungen, wie zum Beispiel ihren Hang zur Promiskuität, bestraft würden, sondern normale, völlig schuldlose Alltagsmenschen grundlos angegriffen würden. Das letzte Opfer hätte außerdem bisher den Mörder fast immer besiegt (Final Girl), doch nunmehr würde das Böse am Ende triumphieren. Selbst am Ende des Films Hostel lasse die Erkenntnis, dass man sich in einer Welt potentieller Serienkiller befinde, ein echtes „Happy End“ nicht zu.
Manche Autoren meinen, dass die Welle der neuen Torture-Porn-Filme bereits mit der Neuverfilmung von The Texas Chainsaw Massacre (2003, Regie: Marcus Nispel) begonnen habe. Andere wiederum vertreten die Ansicht, dass Ansätze dieses Trends bereits einige Jahre zuvor in europäischen Filmen wie Tras el cristal (1987, Regie: Agustí Villaronga) oder Funny Games (1997, Regie: Michael Haneke) zu finden wären. Und selbst davor seien schon Klassiker wie Beim Sterben ist jeder der Erste (1972, Regie: John Boorman) und Das letzte Haus links (1972, Regie: Wes Craven) mit sehr ähnlichen Motiven gedreht worden. Es wird jedoch seitdem einheitlich betont, dass das neue Phänomen in der Tatsache liege, dass diese Filme nicht mehr nur Billigproduktionen seien, sondern aufwändige Leinwandspektakel mit entsprechender medialer Aufmerksamkeit:

„Aus den Schmuddelecken der Videotheken wurde die brutale Ikonografie des Siebziger- und Achtziger-Jahre-Horrors in den Mainstream des 21. Jahrhunderts gespült, was hartgesottene Genre-Exegeten ebenso beschäftigt wie besorgte Medienwächter.“

Der deutsche Filmwissenschaftler Marcus Stiglegger wies den Begriff „Torture Porn“ selbst zurück. Dieser sei letztlich ein „weltweit kolportierte[r] und nie wirklich definierte[r] Kampfbegriff einer konservativen Presse“, der alle Filme diskriminieren solle, „die sich – mal ernster, mal trivialer – mit dem (bürgerlichen) Menschen als Bestie auseinander setzen“. Stattdessen solle man diese Filme als „Reflexion gesellschaftlicher Wirklichkeit“ betrachten. Als Beispiel führte er an, dass Werke wie Jack Ketchum’s Evil (2007, Regie: Gregory M. Wilson) oder An American Crime (2007, Regie: Tommy O’Haver), die unter die Rubrik „Torture Porn“ fallen könnten, letztlich auf wahren Ereignissen beruhten. In seiner Monographie zum Thema wählte er stattdessen den Begriff „Terrorfilme“.

## Interpretationen

### Körperlichkeit im Horrorfilm
Benjamin Moldenhauer, Christoph Spehr und Jörg Windszus betonten: „Die Fasziniertheit vom Körper ist eine typisch postmoderne Qualität des zeitgenössischen Horrorfilms […] Dabei kommt auch die alte Geschichte vom endlichen verletzlichen Körper als großem Gleichmacher zum Tragen. Die Menschen sind sich innen wesentlich ähnlicher als außen und in ihrer Körperlichkeit ähnlicher als in der sozialen Hierarchie.“ Angriffe auf den Körper sind Ängste eines jeden Rezipienten und lösen bei diesem eine körperliche Reaktion aus. In dieser Hinsicht ähnelt der Horrorfilm dem pornografischen Film. Ebenso stellte Stefan Geil fest, dass es in den Torture-Porn-Filmen zwar primär um „die Angst vor körperlicher Versehrtheit, Schmerzen und letztendlich vor dem Tod“ ginge, den aktuellen verstärkten Trend in diese Richtung vermutete er jedoch auch im zeitgenössischen „Schönheits- und Gesundheitswahn“.

### Reflexion auf politische Realitäten
Edelstein hatte darauf hingewiesen, dass aktuelle TV-Serien wie 24 Folter geradezu rechtfertigen und popularisieren würden, und Stefan Geil bemerkte, das Thema „Folter“ sei in den Medien durch Guantanamo und Abu Ghuraib sehr präsent. Auch andere Mainstream-Filme wie Casino Royale (2006, Regie: Martin Campbell) oder Syriana (2005, Regie: Stephen Gaghan) würden deshalb vermehrt Folter enthalten, wenn auch nur als Nebenaspekt. Franz Everschor, der Korrespondent des “film-dienst”, hatte schon zuvor diese Ansicht vertreten und die Geschehnissen auf den Leinwänden als „Reflex auf reale Ereignisse“ bezeichnet. Auch Regisseur Eli Roth wurde nicht müde, immer wieder zu betonen, dass der Film Hostel eine Reaktion auf die politische Lage der USA sei. Der Journalist und Filmkritiker Rüdiger Suchsland fasste dies mit den Worten zusammen:

„Auch die neuen Filme sind vor allem deshalb interessant, weil alltägliche Medien-Bilder hier filmisch reflektiert werden. In diesen Filmen herrscht eine identische Willkür im Umgang mit den Menschen, wie man sie aus den Berichten über US-Gefängnisse kennt. Das Individuum verliert seine Individualität, wird auf seine Leiblichkeit als nackter Fleischklumpen reduziert. Doch zugleich werden sie in einen fernen Kontext verschoben, können kulturell wieder abgespalten werden vom eigenen Erfahren.“

### Wirkungsweise beim Rezipienten
Edelstein ging jedoch insofern weiter, als er davon ausging, dass diese Filme den Zuschauer trotzdem persönlich ansprächen: „Als potentielle Opfer fürchten wir Serienkiller, aber dennoch wollen wir uns mit ihrer Macht identifizieren.“ Zur Erklärung führte er eine Theorie an, welche der Schriftsteller Will Self 1996 in dem Aufsatz „The American Vice“ formuliert hatte. Dieser meinte, dass Folterszenen eine Art „moralische Entrückung“ hervorrufen würden: „Wir verlieren den Sinn dafür, welchen Standpunkt wir einnehmen. Des Sadisten, der foltert? Des Polizisten [, welcher im gewählten Beispiel Reservoir Dogs das Opfer ist]? Des unbeteiligten Komplizen? Es ist dieses Schwanken im Standpunkt, welches dem Zuschauer den ‘Schwarzen Peter’ der Mitschuld zuschiebt. Denn in einer solchen Situation gibt der Autor die moralische Verantwortung für das, was auf der Leinwand geschieht an den Zuschauer ab - oder schiebt sie ihm eher unter.“ Dieses Phänomen wird auch mit einer Katharsis verglichen. So erklärte der Literatur- und Medienwissenschaftler Udo-Franke Penski: „Man durchlebt für eine begrenzte Zeitspanne in der Identifikation mit dem Opfer Angst und kann sich mit Hilfe der Figurenidentifikation von eigenen latenten Angstgefühlen befreien. […] Außerdem kann man nicht nur mit Angstlust die Rolle des Opfers ausleben, man kann sich ebenso mit dem Täter, dem Monster, der dunklen Seite identifizieren. […] In diesem Fall besteht der kathartische Effekt in einer Reinigung von Aggressionen.“
Die Frage nach dem Erfolg des Torture Porn stellte auch der deutsche Filmwissenschaftler Marcus Stiglegger in seinem Buch „Terrorkino - Angst/Lust und Körperhorror“, wobei er auf sadomasochistische Tendenzen des Zuschauers verweist: Im Rückgriff auf psychoanalytische Filmanalyse, arbeitete er „ein ständiges Changieren zwischen Täter- und Opferperspektive“ von Seiten des Publikums heraus. Dabei identifiziere sich der Zuschauer zum einen mit dem Täter als verführerische Figur, zum anderen mit dem Opfer, wobei die Konfrontation mit „der Versehrbarkeit der eigenen Physis und Psyche“ in den Vordergrund tritt. Andererseits verweist auch Stiglegger, wie Geil, Everschor und andere, auf die oben genannten realen Ereignisse der vergangenen Dekade, die den Folterdiskurs in den Medien popularisierten.

## Bewertungen

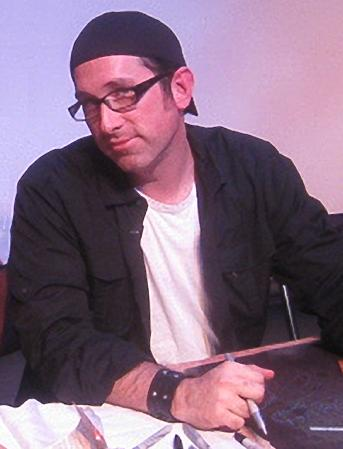
Darren Lynn Bousman, Regisseur der Saw-Filme

Die Torture-Porn-Filme wurden meist über das Ausmaß an Brutalität vermarktet, welches in ihnen zu sehen sei. So wurde Hostel als ein Film „bislang unbekannter Grausamkeit und Perversion“ beworben. In einigen Orten mussten die expliziten Werbeplakate für die Filme Hostel 2 (2007, Regie: Eli Roth) und Captivity (2007, Regie: Roland Joffé) aufgrund massiver Kritik wieder entfernt werden. Auch die Trailer dieser Filme, in denen zum Beispiel versprochen wurde „There is a place where your darkest, sickest fantasies are possible, where you can experience anything you desire“, wurden scharf kritisiert. Die ersten Vertreter der neuen Welle des Torture-Porn stellten kommerzielle Erfolge dar. Hostel kostete 5 Millionen Dollar und spielte 80 Millionen ein. Saw kostete 1,2 Millionen Dollar und konnte sogar 100 Millionen einspielen. Die Fortsetzung Saw III erreichte mit 164 Millionen Dollar immerhin noch das 16fache der Produktionskosten. Eine Untersuchung aus dem Jahr 2009 kam jedoch zu dem Ergebnis, dass die Torture-Porn-Filme als kommerzielle Erfolge langfristig noch hinter den einschlägigen älteren Subgenres des Horrorfilms rangierten. Auffällig ist dabei, dass laut einer Umfrage der Zeitschrift Variety ein hoher Anteil der Zuschauer dieser Filme weiblich ist. Marcus Stiglegger bezeichnete dies als ein „interessantes Phänomen“ und vermutete: „Das sind ja Filme, die sinnlich erfahrbar sind, die mit Musik und mit diesen drastischen Bildern versuchen, uns auf unsere existentielle Körperlichkeit zurückzuwerfen. Und das funktioniert möglicherweise auch gerade, weil viele, aber bei weitem nicht alle dieser Opfer Frauen sind, auch bei weiblichen Zuschauern. Also in einem positiven Sinn.“
Die Macher der Saw-Fortsetzungen lehnten es hingegen ab, dass ihre Filme zum Torture-Porn-Genre zählen würden. Regisseur Darren Lynn Bousman meinte: „Nehmen Sie irgendeinen der Saw-Filme, es gibt in ihnen immer eine moralische Botschaft ... Denken Sie sich alle Blutszenen weg und Sie haben immer noch einen Film, während bei vielen anderen Horrorfilmen, bei denen Sie sich alle Blutszenen wegdenken, nichts mehr übrig bleibt. Und ich denke, das ist es, was die Saw-Filme so gut macht.“ Die Meinungen über die Torture-Porn-Filme gehen weit auseinander. Stephen King verteidigte 2007 den Film Hostel 2 – gute Kunst würde die Menschen immer dazu bringen, sich unwohl zu fühlen. George A. Romero hingegen gab zu: „Ich verstehe die Torture-Porn-Filme nicht. Ihnen fehlt die Metapher.“ Joss Whedon hingegen zählte 2007 zu den engagiertesten Aktivisten gegen die Werbekampagnen der Torture-Porn-Filme: „Es ist nicht nur ein buchstäbliches Zeichen für den Untergang der Menschlichkeit. Es ist Teil eines Kreislaufs der Gewalt und Frauenfeindlichkeit, der denjenigen Menschen, die es sehen, etwas wegnimmt.“ Marcus Stiglegger beurteilte die Angelegenheit eher aus einer praktischen Perspektive heraus: „Das Bedürfnis diese Filme zu sehen, das es ja offensichtlich gibt, spricht auch dafür, dass es notwendig ist, dass es diese Filme gibt. Es gibt wirklich eine Nachfrage nach diesen drastischen Szenarien.“